# Тысовский, Александр

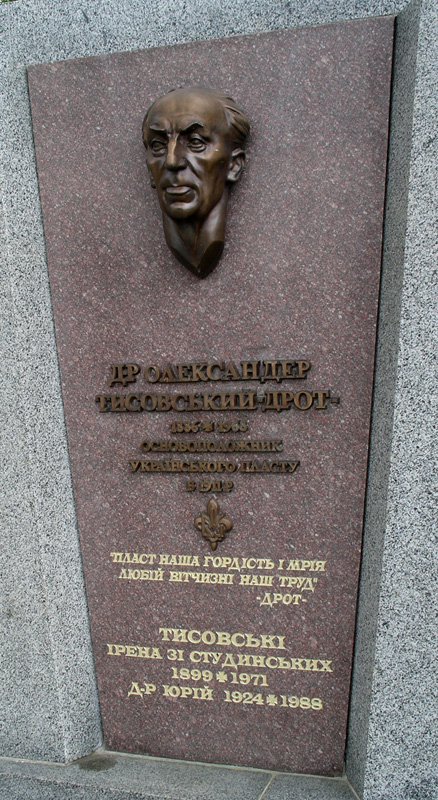
Надгробная плита на могиле А. Тысовского на Лычаковском кладбище (Львов)

Алекса́ндр Тысо́вский (укр. Олекса́ндр Тисо́вський; 9 августа 1886, с. Быков — 29 марта 1968, Вена)— украинский педагог, основоположник и организатор скаутской организации «Пласт», профессор, доктор философии и биологических наук, действительный член Научного общества им. Т. Шевченко (с 1927).

## Биография
Александр Тысовский родился в семье профессора главной учительской семинарии во Львове. С отличием окончил Украинскую государственную академическую гимназию, затем продолжил учёбу на философском факультете Львовского университета и получил научную степень доктора философии.
С 1911 до 1939 года — преподаватель естествознания в Академической гимназии во Львове.
В 1911 году организует в Академической Гимназии кружок «Пласта», с которым 12 апреля 1912 приносит первую Пластовую присягу.
В статусе педагога внедрил систему внешкольного воспитания украинской молодежи, которая распространилась далеко за пределы учебного заведения и получила название «Пласт». Теоретические и организационные основы скаутского движения на украинской почве он изложил в трудах «Пласт» и «Життя у Пласті».
Александр Тысовский возглавлял Верховную Пластовую Команду (ВПК), помещение для которой в своем доме во Львове по ул. Б.Хмельницкого, 15 выделил Кирилл Студинский.
Кроме работы в общественных организациях, организатор «Пласта» был активным членом Научного общества им. Т. Шевченко.
Участник боёв за Львов в ходе Польско-украинской войны, длившейся со 2 по 22 ноября 1918 года.
В течение четырёх лет — профессор Львовского тайного украинского университета, преподавал в нём ботанику и сравнительную анатомию.
В 1924 вторично избирается председателем ВПК. После запрета «Пласта» в 1930 году польскими властями активно работает во львовском обществе «Сокол».
После присоединения Западной Украины к СССР в 1939 он становится профессором зоологии на природоведческой кафедре Государственного Университета им. Ивана Франко во Львове, а затем — деканом природоведческого факультета, где работает до 1941 года.
В период оккупации Львова немецкими войсками в 1941—1943 гг. учился на Высших агрономических курсах. В 1944 году с приближением линии фронта Александр Тысовский вместе с женой перебирается в Вену, где жил их сын-музыковед Юрий. В начале 1945 года во время бомбардировки Тысовские потеряли жилье и все имущество. После войны семья получает австрийское гражданство и жилье, власть назначила Александру Тысовскому пенсию профессора университета.
Прах основателя украинского «Пласта» — А. Тысовского — перевезен из австрийской столицы и 24 августа 2002 года торжественно перезахоронен в криптах «Стены памяти» мемориала воинов УГА — УПА на Лычаковском кладбище во Львове.

## Избранная библиография
А. Тысовский — автор ряда работ по зоологии и ботанике, написанных на украинском и немецком языках, многих статей педагогического направления, а также:
- «Пласт (скавтінґ для юнаків) в українських школах» (1912)
- «Пласт» (1913)
- «Життя в Пласті» (1921; 2 дополненное изд. 1961, 3 — 1969)